# Кисневмісні кислоти

Будова молекули сульфатної кислоти H_{2}SO_{4}

Ки́сневмі́сні кисло́ти (також оксиге́новмі́сні) — це кислоти, що містять у своєму складі один або більше атомів кисню. Наприклад, HClO (гіпохлоритна кислота), HNO2 (нітритна кислота), H2SiO3 (метасилікатна кислота) та інші. Кисневмісні кислоти є гідратами кислотних оксидів, а також оксидів деяких металів у вищих ступенях окиснення.
Сила кислоти визначається ступенем її дисоціації у водному розчині. За силою кисневмісні кислоти поділяються на 4 групи: слабкі, середні, сильні і дуже сильні. У першій групі всі кисневі атоми пов'язані з атомами водню (Е-О-Н), а в кожній наступній групі в молекулі кислоти з'являється по одному негідроксильному атому кисню. У відповідності із збільшенням числа негідроксильних атомів кисню відбувається збільшення сили кислоти. Водночас, якщо кілька кислот належить до однієї групи, то сильнішою буде та, яка утворена більш електронегативним елементом із більш яскраво вираженими неметалічними властивостями.
Найсильнішою є перхлоратна (HClO4).

## Хімічні властивості
- взаємодія з лугами;
- взаємодія з солями;

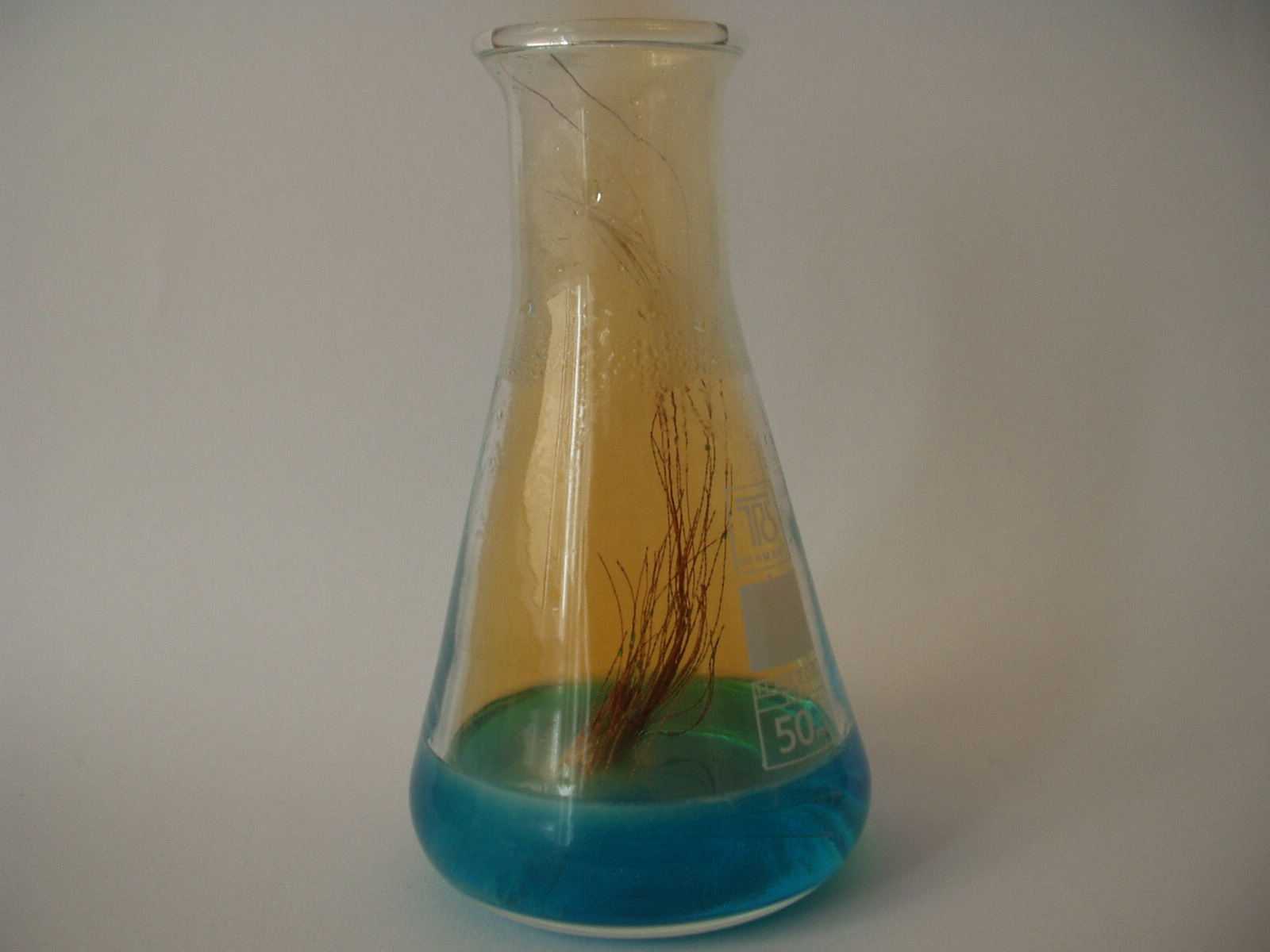
Мідний дріт, занурений у нітратну кислоту HNO_{3}, реагує з нею із виділенням бурого NO_{2} та утворенням солі Cu(NO_{3})_{2}, що забарвлює розчин у синій колір

- взаємодія з активними металами і металами середньої активності;
- взаємодія з неметалами;
- взаємодія з оксидами лужних та лужноземельних металів, а також амфотерними оксидами;
- взаємодія з амфотерними гідроксидами.